# New London (Wisconsin)
New London est une ville américaine située dans les comtés de Waupaca et d'Outagamie dans l’État du Wisconsin.

## Traduction
- (en) Cet article est partiellement ou en totalité issu de l’article de Wikipédia en anglais intitulé « New London, Wisconsin » (voir la liste des auteurs).